# مهرگیاه
مِهرگیاه یا مَردُم‌گیاه یا سگ‌شکن نام یک گیاه‌است.
مهرگِیاه گیاهی است از راسته تاج‌ریزی‌ها (Solanales)، تیره سیب‌زمینیان (بادنجانیان Solanaceae) از سرده مردم‌گیاهان (Mandragora).
این گیاه دارای ریشهٔ ضخیم و گوشتی غالباً دو شاخه می‌باشد و شکل ظاهری ریشه شباهت به انسان دارد؛ و به همین خاطر افسانه‌های زیادی دربارهٔ آن ساخته شده‌است.
این گیاه در مناطق مدیترانه‌ای به خصوص در جزیره سیسیل و کالابر به فراوانی می‌روید.

## مهرگیاه در فرهنگ ایران
۱-اینهمانی بین مهرگیاه و یبروح الصنم و سابیزج:
در لغت‌نامه برهان قاطع و نیز لغت‌نامه دهخدا ذیل مداخل یبروح الصنم و سابیزج اینهمانی‌ها یا یکسان پنداریهایی بین مهرگیاه و عنقا یا سیمرغ دیده می‌شود که ذیلاً به برخی اشاره خواهد شد:
در لغت‌نامه ذیل یبروح الصنم آمده‌است: به معنی مردم گیاه و آن بیخ گیاهی است شبیه به مرد و زن به هم پیوسته دستها بر همدیگر حمایل کرده و پاها در هم محکم ساخته… در اصطلاح اطبا قرار یافته برای بیخ لفاح بری و آن را «شاه بیزج» معرب شاه‌بیزک فارسی و نیز به فارسی مردم گیاه و بیخ سگ شکن و به یونانی بطیطس و به هندی لکهمنا لکهمنی…
در ذیل مدخل لفاح نیز آمده‌است:... صاحب اختیارات بدیعی گوید ثمر یبروح است به پارسی شاه ترج است و مغد خوانند
و ذیل ابروصنم آمده‌است: بیخ گیاهی است بر شکل آدمی نر و ماده و در ملک طبرستان بسیار می‌باشد. (نزهةالقلوب). استرنگ. سترنگ. مردم گیاه. مهرگیاه. لعبت مطلقه. لعبت معلقه. مندعوره. تفاح الجن. سابیزج. شجرهٔ سلیمان. شجرةالصنم. یبروح
و ذیل سابیزک آمده‌است: بر وزن و معنی سابیزج است که مردم گیاه و لفاح باشد و سابیزج معرب آن است. (برهان) (آنندراج). سابیزک صحرائی، آن مانند آدمی نر و ماده می‌باشد، خوردنش بیهوشی آرد و ببوئیدن نیز همان عمل کند. (نزهة القلوب). لقاح اسم عربی است و بفارسی سابیزک نامند و آن ثمر یبروح است. (تحفه حکیم مؤمن). شابیزج و شابیرج و شابرج. (فهرست مخزن الادویه). ساپرک. (شعوری). مردم گیاه. مهر گیاه. یبروح الصنم. سبیزه. بار درخت یبروح. سیب مور. رجوع به لفاح و مردم گیاه شود.
تا اینجا این همانی بین مهرگیاه (مردم گیاه) و یبروح الصنم و سابیزک (شابیزج) و لفاح معلوم است.
۲-اینهمانی بین عنقا و بوقلمون و یبروح:
ذیل مدخل بوقلمون آمده‌است: نام مرغی هم هست. (برهان). پرنده‌ای از راسته ماکیان‌ها که دارای گردنی برهنه و گوشتی و پنجه‌های قوی می‌باشد. رنگ آن بیشتر سیاه، سر و گردن وی بدون پر است. دارای آویزه‌های نرم گوشتی است و نر آن دارای دم پهنی است. (فرهنگ فارسی معین). یک قسم مرغ بزرگی از طایفه ماکیان‌ها که بومی هندوستان بوده و از آنجا بسیار جاها برده شده و آن را یبروح نیز می‌گویند. (ناظم الاطباء).
همان‌طور که مشاهده می‌شود بوقلمون با یبروح اینهمانی یافت و یبروح با اشترنگ اینهمانی دارد و ذیل مدخل اشترنگ آمده: درخت یبروح باشد که از زمین روید بر شبه مردم در ملک چین و ثمر آن نیز بر صورت آدمی باشد… و همان‌طور که فوقا اشاره شد ذیل مدخل ابروصنم به استرنگ اشاره شده‌است و واضح است که ابروصنم همان یبروح الصنم و استرک همان اشترک و اشترنگ و استرنگ و سترنگ است و در برهان قاطع ذیل مدخل اشترکا اینهمانی بین عنقا (سیمرغ) با آن مصرح است:اشترکا: نام جانوری است که آن را بعربی عنقا خوانند. نیز رجوع کنید به (آنندراج). در ضمن شترک یا اشترک به موج دریا هم می‌گویند در لغت‌نامه ذیل موج موج تأیید این گفتار است:موج موج:موجها و کوهه‌های آب پیاپی. (ناظم الاطباء). خیزابه‌های پی درپی. خیزابها که یکی پس از دیگری پدید آید و حرکت کند. امواج بیشمار پیاپی و پرآشوب. آب با نره‌های بسیار. آب با ستونه‌های بسیار. آب با نوردهای بسیار. آب با شترک‌های بسیار. با اشترک‌های بسیار و ذیل اشترک در برهان قاطع گفته شده: که به معنی موجه‌است خواه موجه دریا باشد و خواه تالاب و رودخانه و امثال آن؛ بنابراین بین مهرگیاه = یبروح الصنم= اشترنگ=سابیزک= موج و عنقا= سیمرغ اینهمانی ثابت است.
صادق هدایت در نیرنگستان به نقل از برهان قاطع مهرگیاه را این‌گونه توصیف می‌کند: «گیاهی باشد شبیه آدمی و در زمین چین روید و آن سرازیر و نگونسار می‌باشد چنان‌که ریشه‌های آن به منزلهٔ موی سر اوست. نر و ماده در گردن هم کرده و پایها در یک دیگر محکم ساخته، گویند هر آنکه آن را بکند در اندک روزی بمیرد و طریق کندن آن چنانست که اطراف آن را خالی کنند چنان‌که به اندک زوری کنده شود و ریسمانی بر آن بندند و سر ریسمان را بر کمر سگ تازی محکم سازند و شکاری در پیش آن سگ رها کنند. چون سگ از عقب شکار بدود آن گیاه از بیخ و ریشه کنده شود و سگ کَن به این اعتبارش گویند و سگ بعد از چند روز بمیرد و آن را مردم گیاه یا مردم گیه نیز خواندند و نر و ماده آن را از هم تفرقه نتوان کرد و اگر قدری از آن را با شیر گاو بخورد زنی بدهند که عقیم باشد البته فرزندش به هم رسد. اگر از نر بخورد فرزندش نر و اگر از ماده بخورد فرزندش ماده می‌شود».
بعید نیست که واژه مهر گیاه با مهری و مهریانه (مشی و مشیانه) که نخستین نر و ماده در اسطوره ی ایرانی آفرینش هستند مربوط بوده باشد.
مهر گیاه رمز وحدت است. مهرگیاه در متون کهن به صورت مردم گیاه، استرنگ، سگ کَن (چون آن را به وسیلهٔ سگ می‌کنند) و یبروح الصنم (که ربطی به بی‌روح ندارد اما آن را به ذهن متبادر می‌کند) هم آمده‌است. گیاهیست شبیه به آدمی. میوهٔ آن لفاح نام دارد <<چون بیخ هر نوح لفاحی که بزرگ باشد بشکافند در آن شبیه به دو صورت انسان مشاهده می‌گردد>>(حواشی برهان قاطع).
مهر گیاه به احتمال زیاد از نظر لغوی با مشی و مشیانه-که در اساطیر ایرانی حکم نخستین زوج انسانی را دارند-مربوط است. هنگامی که انسان نخستین یعنی کیومرث درگذشت نطفهٔ او بر زمین ریخت و مشیه و مشیانه که نخستین زوج بشر بودند به صورت ریواس از زمین روییدند. اسم آن‌ها در برخی متونبه صورت مهر و مهریانه آمده‌است. درگزیده‌های زادسپرم آمده‌است: <<کیومرث اندر گذشت… اندر پایان چهل سال، ریباس گونهٔ مشی و مشیانه برآورده شدند. یکی به یکدیگر پیوسته و هم بالا(=هم قد) و یگانه. اندر میان ایشان روان برآمد. ایشان به هم بالایی(=هم قدی) آن گونه بودند که پیدا نبود کدام نر، کدام ماده و کدام آن روان هرمزد آفریده بود…
پس مشی و مشیانه از گیاه پیکری به مردم پیکری گشتند>>.
این مطلب در ادبیات فارسی به صورت هرمافرودیت بودن مهرگیاه منعکس شده‌است:
باد صبا که فحل بنات نبات بود، مردم گیاه شد که نه مرد است و نه زن است.
انوری